# Lolita (cantante italiana)
Lolita, pseudonimo di Graziella Franchini (Castagnaro, 5 gennaio 1950 – Lamezia Terme, 27 aprile 1986), è stata una cantante italiana, in voga tra gli anni sessanta e settanta.
Musicalmente il suo punto più alto fu una partecipazione al Festival di Sanremo 1973 con il brano Innamorata io? scritto da Franco Chiaravalle ed Alessandro Celentano, fratello del più celebre Adriano, che non fu ammesso alla finale.
Morì tragicamente nel 1986, a 36 anni, assassinata nella sua casa a Lamezia Terme.

## Biografia
Notata a soli 15 anni in uno spettacolo in una parrocchia di Bollate dal maestro Franco Chiaravalle, fu presentata a Mara Del Rio, cantante e produttrice discografica, la quale le propose un contratto per la sua casa discografica, la Magic. Nello stesso anno la cantante - con il nome d'arte Lolita, scelto dalla stessa Del Rio per via della sua bellezza e giovane età - partecipa, vincendolo, al Festival di Pesaro. Quel successo la lancia nel mondo della musica, e grazie anche alla sua bellezza, appare in varie trasmissioni televisive musicali di quel periodo, compreso un duetto con Renato Rascel in una pubblicità di Carosello.
Nel 1967 vince il Festival di Zurigo con La mia vita non ha domani; la consacrazione arriva con l'ammissione alla finale del Festival di Napoli 1969, la vittoria a Star of Italy nello stesso anno e l'ottimo piazzamento alla manifestazione Star of the World sempre dello stesso anno, che le vale una partecipazione alla prestigiosa trasmissione musicale della Rai Settevoci, condotta da Pippo Baudo, in cui fa un'ottima figura. Gli anni successivi vedono la sua partecipazione ad Un disco per l'estate 1969 con L'ultimo ballo d'estate (che rimane il suo più grande successo) ed alla stessa manifestazione nel 1970 con Circolo chiuso e nel 1971 con il brano Io sto soffrendo, che consolida la sua posizione come cantante "giovane" ed in crescita.
La possibilità di una consacrazione definitiva arriva nel 1973 quando partecipa al Festival di Sanremo con la canzone Innamorata io?, che viene però bocciata dalla giuria, mancando l'accesso alla serata finale. L'insuccesso segna la vita artistica di Lolita, che non troverà più grandi occasioni negli anni seguenti. Inoltre la sua vita sentimentale va in rovina, e per anni scompare nell'anonimato. Ne riemerge agli inizi degli anni ottanta quando, trasferitasi in Calabria, a Lamezia Terme, ricomincia a cantare, incidendo la sua ultima canzone e riscuotendo nuovamente un discreto successo a livello locale, sebbene non certo paragonabile alla ribalta nazionale che aveva vissuto in passato.

## Morte
Nella sua casa di Lamezia Terme, la mattina del 28 aprile 1986 Lolita viene ritrovata senza vita all'età di 36 anni, assassinata a colpi di coltello, con le gambe aperte e, in mezzo alle gambe, un bottiglione senza collo. Il giorno della sua morte, il 27 aprile 1986, la cantante avrebbe dovuto esibirsi in uno spettacolo musicale a San Leonardo di Cutro, al quale però non si era presentata.
Secondo Mara Del Rio, talent scout e amica della cantante, i responsabili del delitto sarebbero da ricercare nei parenti, legati alla 'ndrangheta, della compagna di un medico con cui Lolita aveva intrecciato una relazione sentimentale.
Per il delitto vennero in effetti processate la studentessa di medicina Teresa Tropea, rivale in amore di Lolita, e Caterina Pagliuso, casalinga, madre della Tropea; le due, che si dichiararono innocenti, al termine del processo furono assolte e il delitto fu archiviato senza che fosse stato individuato alcun colpevole.

## Influenza culturale
- La celebre trasmissione di Rai 3 Telefono giallo, condotta da Corrado Augias e incentrata sui casi di cronaca nera italiani rimasti irrisolti, dedicò una sua puntata, trasmessa il 15 dicembre 1989, all'assassinio della cantante. Nella puntata intervenne anche Teresa Tropea, all'epoca sotto processo proprio come principale sospettata di tale omicidio.
- Puntata della trasmissione di Rai 3 Il giallo e il nero del 2 marzo 2013, condotta da Cesare Bocci, dedicata interamente al caso dell'assassinio della cantante.

## Citazioni e omaggi
- Nel febbraio 1998 la On Sale Music ha pubblicato un CD che, insieme ad alcuni dei suoi brani più famosi, ha raccolto anche sette canzoni inedite, tra cui Zucchero, che Lolita avrebbe dovuto presentare al Festival di Sanremo 1969 ma che fu invece cantata da Rita Pavone e i Dik Dik.

## Discografia

### Raccolte
- 1996: Lolita (DV More)
- 1998: Lolita (On Sale Music 52 OSM 030)

### Singoli
- 1966: Matusalemme/La prima barba (Magic, MC 004)
- 1967: La mia vita non ha domani/Notte giovane (Magic, MC 006)
- 1968: Come le rose/W l'estate (Escalation, En 001)
- 1969: L'ultimo ballo d'estate/Pensiero (CAR Juke Box, CRJ NP 1048)
- 1969: Tu/Songo 'e nato (CAR Juke Box, CRJ NP 1051)
- 1969: L'onda verde/Giovedì venerdì (CAR Juke Box, CRJ NP 1059)
- 1970: Circolo chiuso/Malinconia malinconia (Shoking, SKLR 10 001)
- 1970: Dicitencello vuje/Notte chiara (Philips, 6025 016)
- 1971: Io sto soffrendo/Il primo amore (Shoking, SKLR 10 002)
- 1973: Innamorata io?/Situazione (CAR Juke Box, CRJ NP 1087)
- 1973: Innamorata io?/Situazione (Ariola, 13107 AT; pubblicato in Germania)
- 1984: Sei la felicità/Amico mio (Idea Records, LR 76001)

## Partecipazione a Carosello
Partecipò a due serie di sketch della rubrica pubblicitaria televisiva Carosello: nel 1971 con Maurizio Nichetti e Pippo Starnazza per l'aperitivo Cora Americano e dal 1972 al 1975 insieme a Renato Rascel per l'aperitivo Very Cora della Cora.